# ヴェンドローニョ
ヴェンドローニョ（伊: Vendrogno）は、イタリア共和国ロンバルディア州レッコ県ベッラーノに属する分離集落（フラツィオーネ）。
かつては独立した自治体（コムーネ）であったが、2020年1月1日に、ベッラーノへ編入され、新自治体の一部となった。

## 地理

### 位置・広がり
レッコ県北部、県都レッコから北北西へ20kmの距離にある。

#### 隣接コムーネ
コムーネとしてのヴェンドローニョは、以下のコムーネと隣接していた。
- ベッラーノ
- カザルゴ
- デルヴィオ
- パルラスコ
- タチェーノ
- ヴァルヴァッローネ

### 気候分類
気候分類では、zona F, 3108 GGに分類される。